# Première circonscription de Siraro
La première circonscription de Siraro est une des 177 circonscriptions législatives de l'État fédéré Oromia, elle se situe dans la Zone Ouest Arsi. Sa représentante actuelle est Ruqiya Argo Wario.